# Silaublättrige Brenndolde
Die Silaublättrige Brenndolde (Cnidium silaifolium (Jacq.) Simonk.; Syn.: Selinum silaifolium (Jacq.) Beck) gehört zu den Doldenblütlern (Apiaceae).

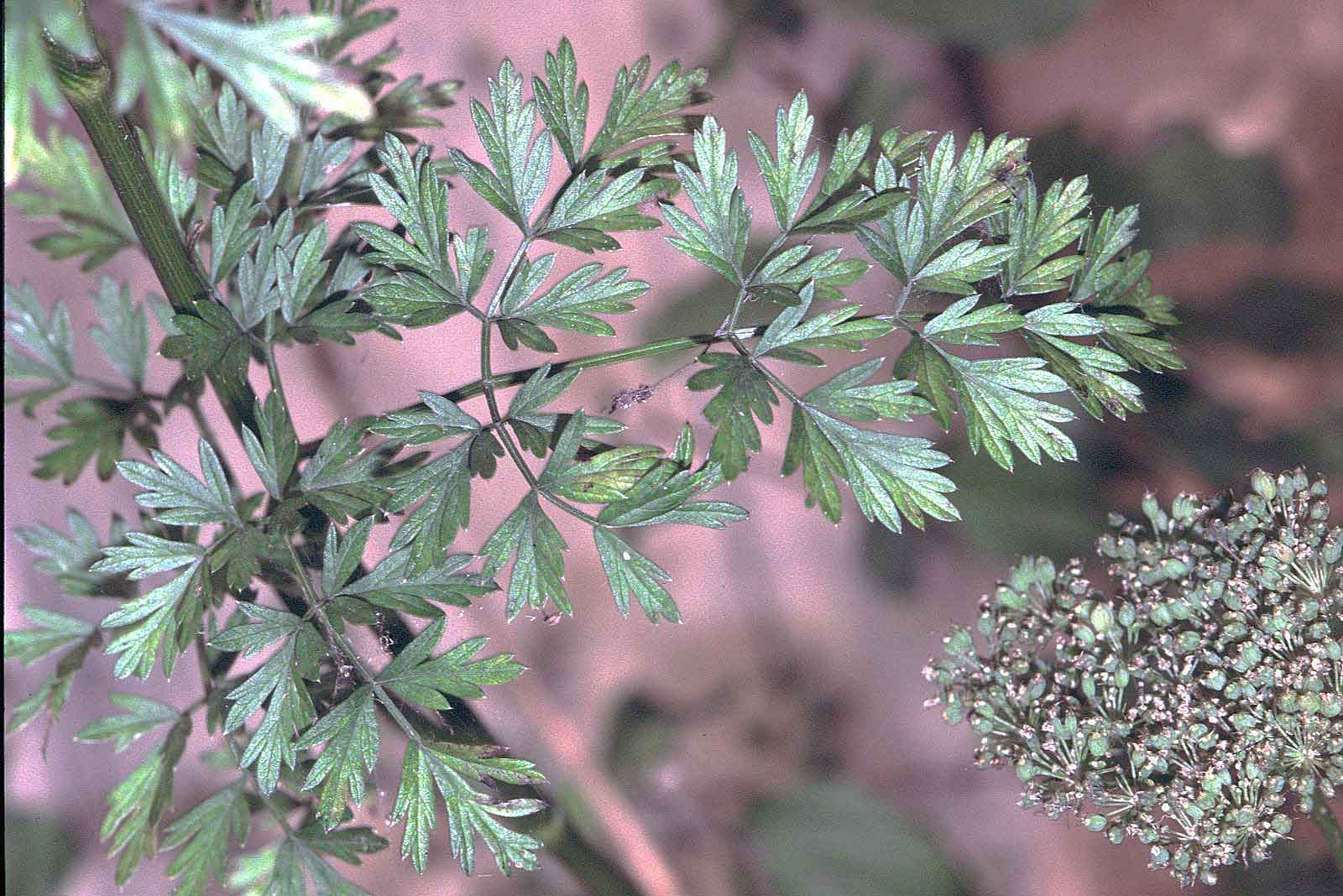
Stängelblatt

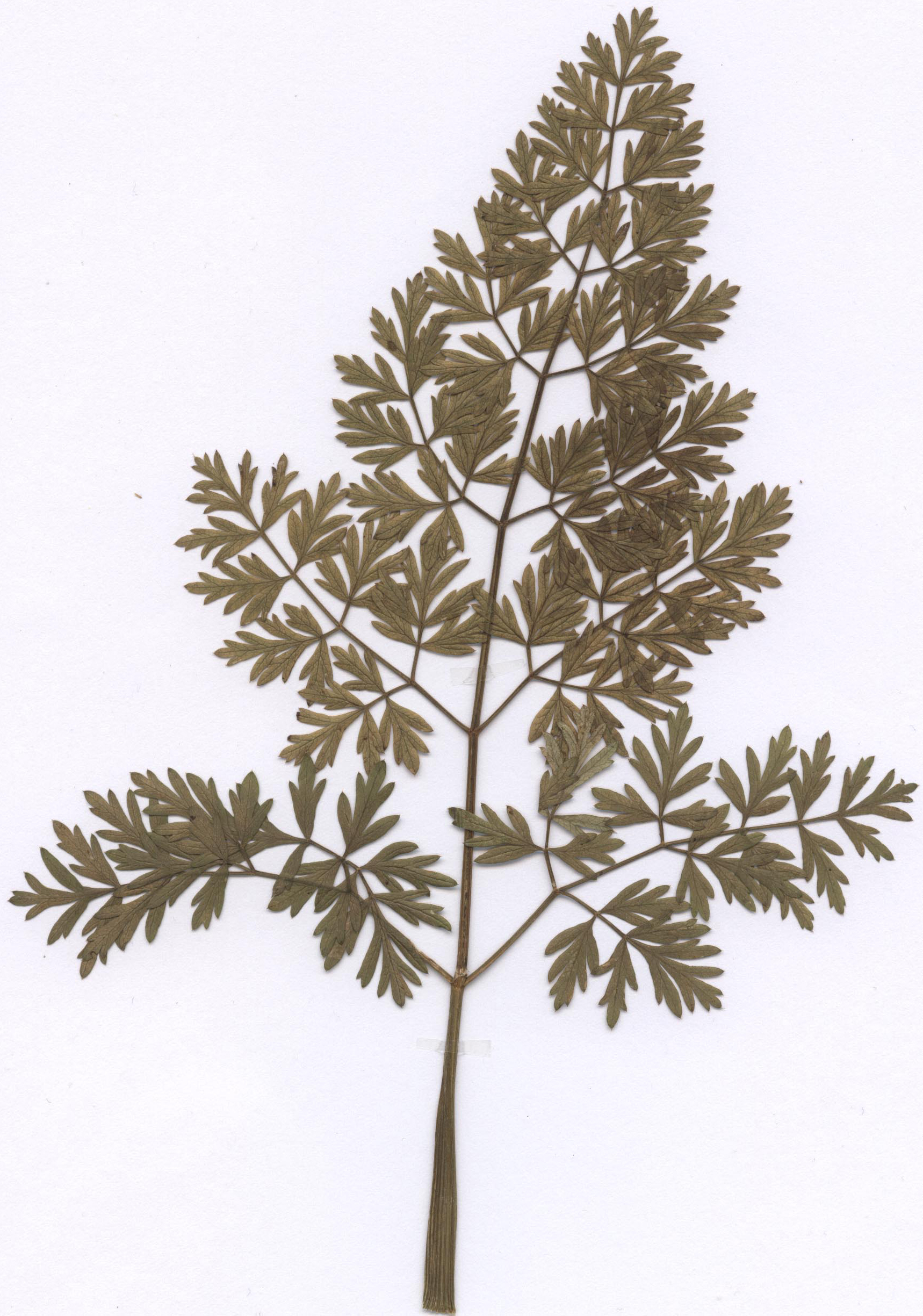
Herbarbeleg eines Stängelblatts

## Beschreibung

### Vegetative Merkmale
Diese krautige Pflanze ist ausdauernd und erreicht Wuchshöhen von 60 bis 120 Zentimetern und ist gänzlich kahl. Die Stängel sind aufrecht, gerillt und nicht hohl. Die Laubblätter sind im Umriss dreieckig, zwei- bis vierfach fiederschnittig mit lineal-lanzettlichen, durchscheinend geaderten Zipfeln. Die Blattfiedern sind lang gestielt.

### Generative Merkmale
Die Blütezeit liegt zwischen Juni und August. Die Doppeldolden sind 20- bis 45-strahlig und haben einen Durchmesser von 5 bis 8 Zentimetern. Die Hüllblätter fehlen oder sind wenigblättrig, die Hüllchenblätter sind fädlich aber zahlreich. Die Kronblätter sind weiß, elliptisch, 1,5 Millimeter lang und 1 Millimeter breit. Sie sind vorn ausgerandet und haben ein ziemlich breites eingeschlagenes Läppchen. Die Griffel sind zuletzt 1,5 bis 2 Millimeter lang und über das Griffelpolster zurückgebogen. Die Frucht ist eiförmig, sechskantig und 3 bis 4 lang. Ihr größter Querdurchmesser ist 2,5 Millimeter.
Die Chromosomenzahl der Art ist 2n = 22.

## Verbreitung

### Standortansprüche
Cnidium silaifolium wächst an kollin-montanen, buschigen Hängen und an felsigen Orten.
Die ökologischen Zeigerwerte nach Landolt et al. 2010 sind in der Schweiz: Feuchtezahl F = 2 (mäßig trocken), Lichtzahl L = 3 (halbschattig), Reaktionszahl R = 4 (neutral bis basisch), Temperaturzahl T = 4+ (warm-kollin), Nährstoffzahl N = 2 (nährstoffarm), Kontinentalitätszahl K = 4 (subkontinental).

### Allgemeine Verbreitung
Die Silaublättrige Brenndolde kommt in Südeuropa bis Westasien vor. In der Schweiz ist sie im südlichen Tessin verbreitet. In Österreich fehlt sie. Sie kommt ursprünglich vor in Frankreich, Italien, in der Schweiz, in Tschechien, Italien, Sizilien, Slowenien, Serbien, Kroatien, Bosnien-Herzegowina, Montenegro, Albanien, Griechenland, Mazedonien, Bulgarien, Kreta, in der Ägäis, Rumänien, in der Türkei, in Syrien und im Libanon. In Deutschland ist sie ein Neophyt.

### Verbreitung in Deutschland
Cnidium silaifolium kommt in Deutschland als Neophyt nur in Unterfranken (bei Haßfurt) vor. Sie wächst dort zusammen mit dem Gewöhnlichen Rosskümmel (Laser trilobum) in einer Gesellschaft des Verbands Geranion.

## Taxonomie
Die Silaublättrige Brenndolde wurde 1778 von Nikolaus Joseph von Jacquin in Flora austriaca, Band 5, S. 52 als Laserpitium silaifolium erstbeschrieben. Die Art wurde 1927 von Günther Beck von Mannagetta und Lerchenau in Flora Bosne, Hercegovine i Novipazarskog Sandzaka Band 15, S. 449 als Selinum silaifolium (Jacq.) Beck in die Gattung Selinum gestellt. Synonyme von Selinum silaifolium (Jacq.) Beck sind Cnidium silaifolium (Jacq.) Simonk., Cnidium orientale Boiss. und Cnidium silaifolium subsp. orientale (Boiss.) Tutin.

## Sonstiges
Die Art ist wohl mindestens seit Anfang des 19. Jahrhunderts bei Haßfurt eingebürgert. Sie entstammt offenbar Anpflanzungen eines ehemaligen Klostergartens.

## Fotos und Herbarbelege
Cnidium silaifolium:

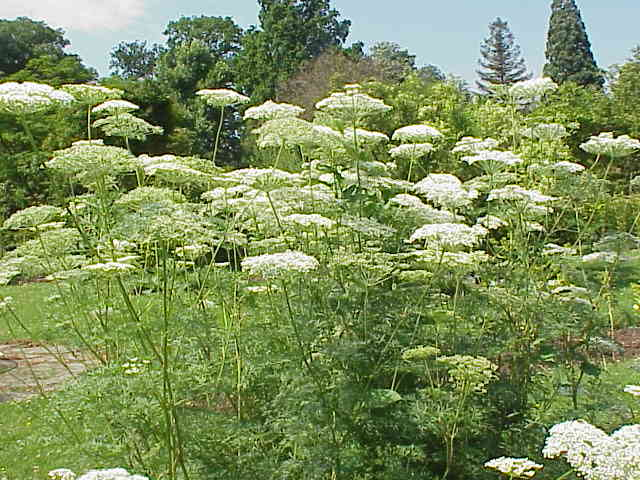
Habitus
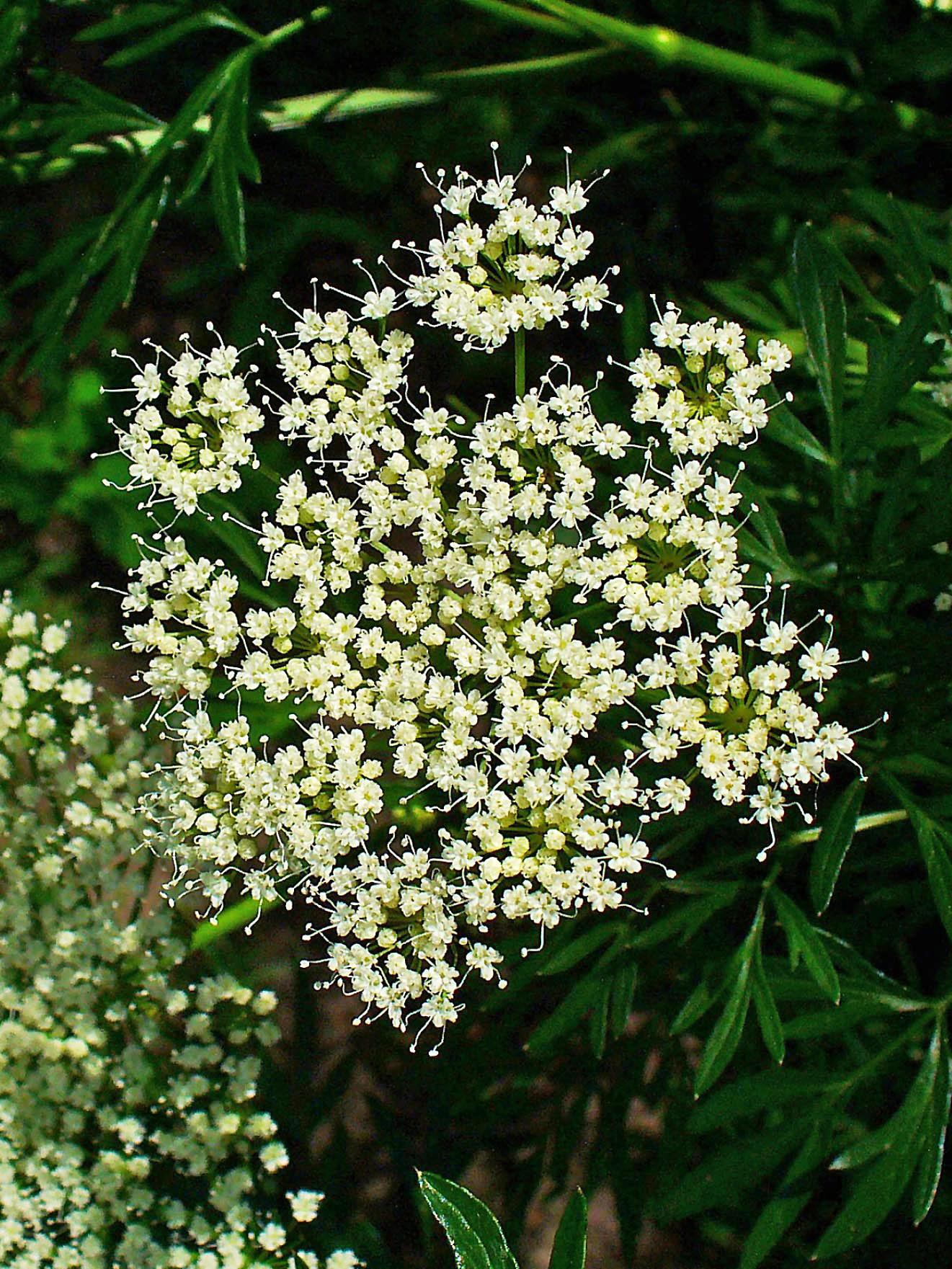
Dolde
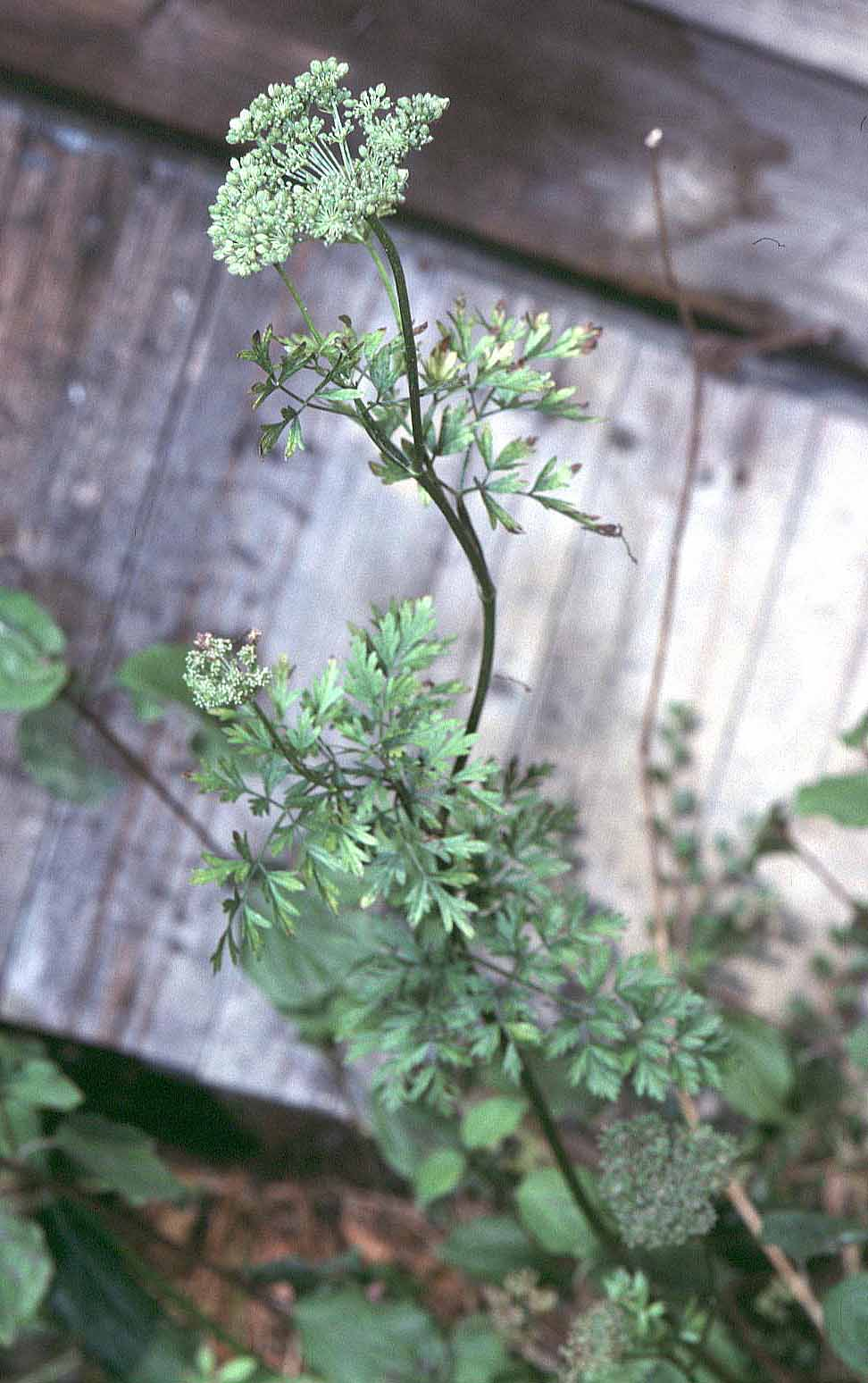
Habitus
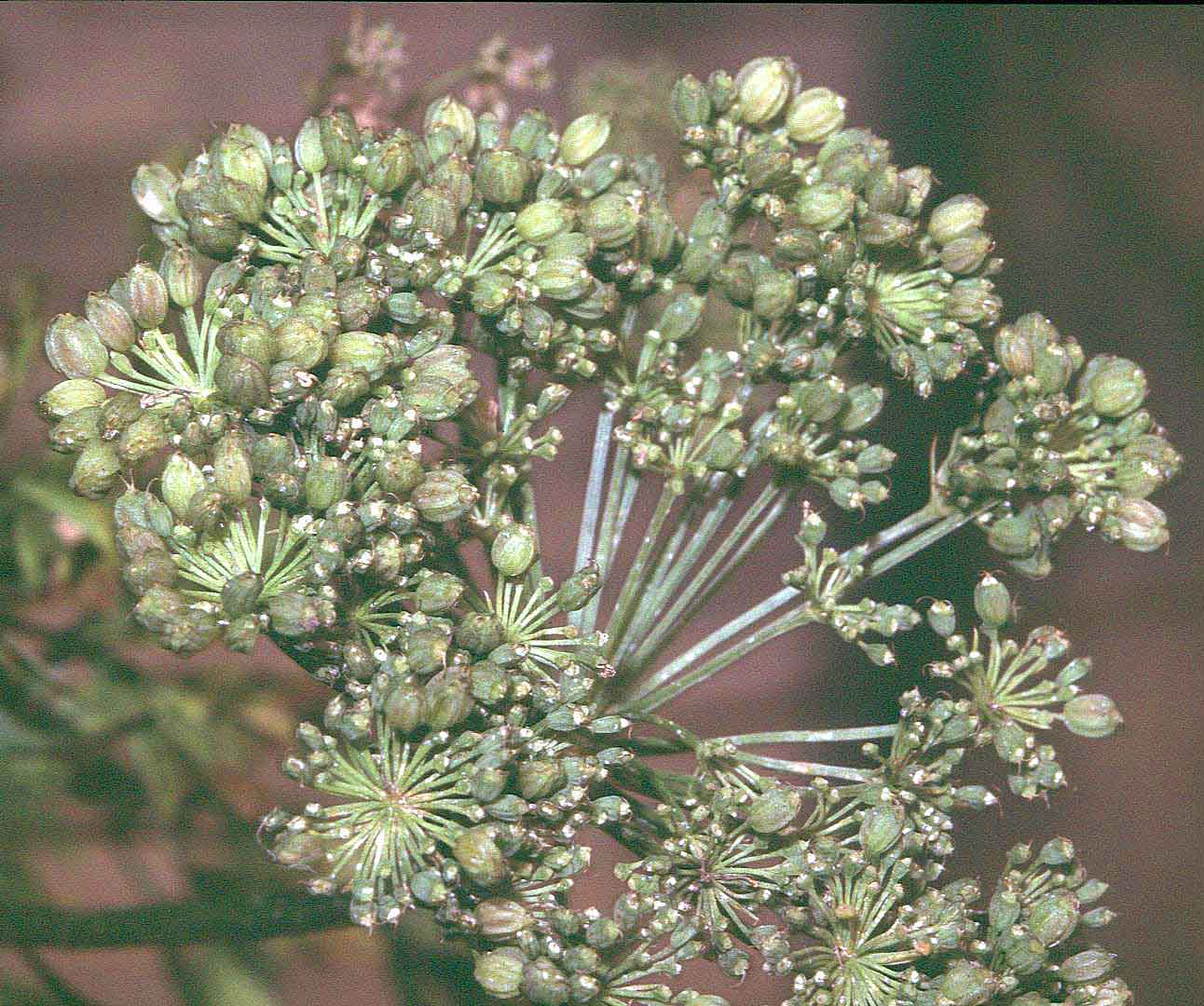
Fruchtstand